# 大果咖啡碱
大果咖啡碱是一种含氮有机化合物，化学式C8H10N4O3，属于嘌呤类生物碱，存在于茶树、可可豆、瓜拿納、巴拉圭冬青等植物中。